# Jesewitz-Bahnhof

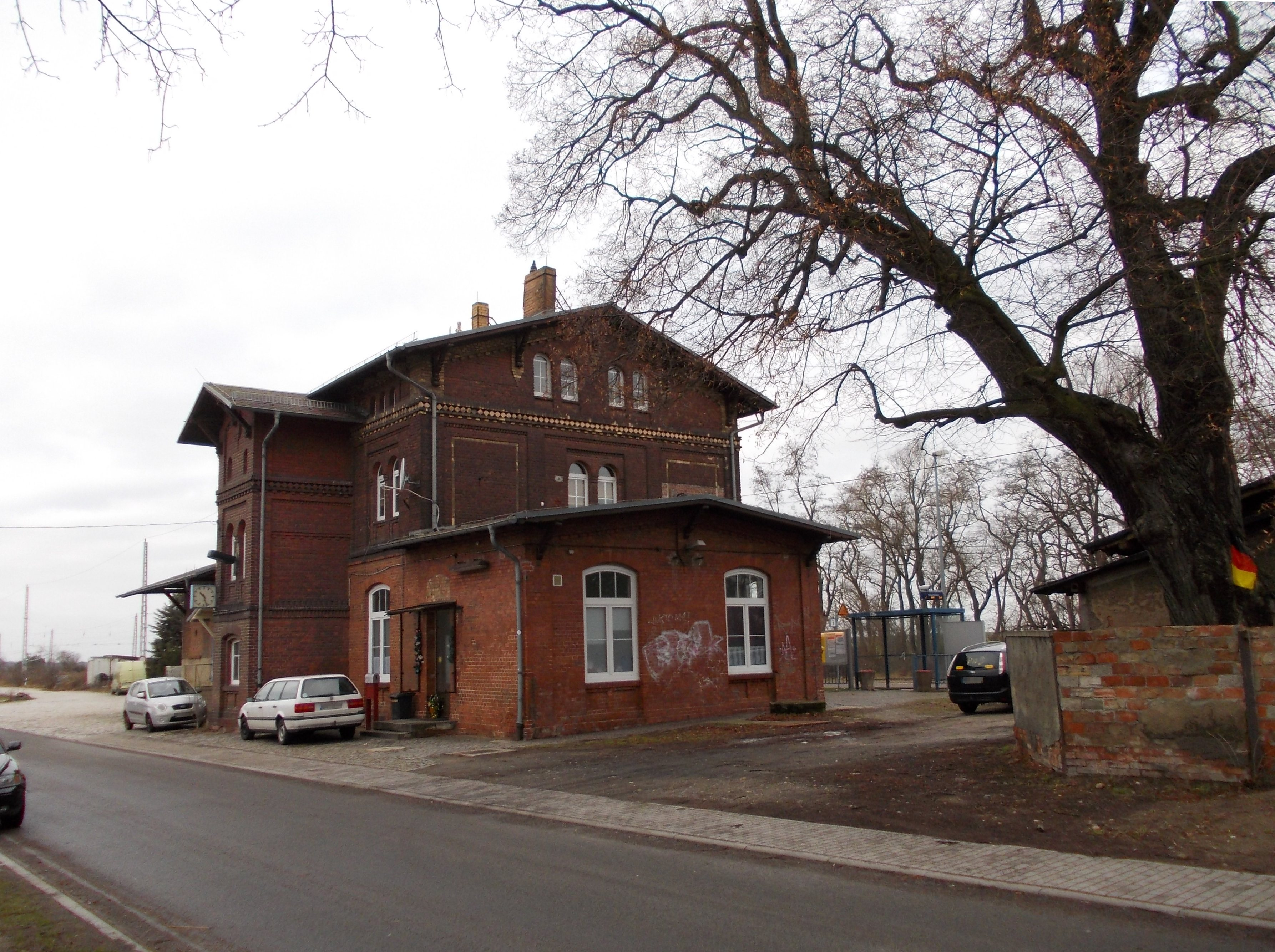
Bahnhof Jesewitz

Jesewitz-Bahnhof ist ein Ortsteil der Gemeinde Jesewitz im Landkreis Nordsachsen, Sachsen.
Der Ort liegt westlich des Hauptortes Jesewitz. Östlich des Ortes verläuft die Bundesstraße 87. Es führen keine klassifizierten Straßen durch das Dorf.
Von Westen nach Norden führt die Bahnstrecke Leipzig–Eilenburg am Dorf vorbei. Sie wurde 1874 eröffnet.